# Elijah Coleman Bridgman
Pour les articles homonymes, voir Bridgman.
Elijah Coleman Bridgman (22 avril 1801 - 2 novembre 1861) est le premier missionnaire protestant américain envoyé en Chine. Il fait partie de l'American Board of Commissioners for Foreign Missions. Arrivé en Chine avant la première guerre de l'opium, Elijah Bridgman devient un savant et un intermédiaire culturel qui jettera les bases de la sinologie américaine. Il a grandement contribué à la connaissance et à la compréhension de la civilisation chinoise par les États-Unis grâce à ses nombreux écrits sur l'histoire et la culture du pays dans des publications telles que The Chinese Repository, la première grande revue de sinologie au monde, qu'il a fondée et dirigée. Non seulement il est devenu le premier "expert chinois" des États-Unis, mais il est aussi l'auteur de la première histoire des États-Unis en langue chinoise. Son travail a façonné le développement des premières relations sino-américaines : il a grandement contribué, en tant que traducteur, à la formulation du premier traité américain avec le gouvernement chinois sous la dynastie Qing. 

## Jeunesse
Elijah Bridgman est né à Belchertown dans le Massachusetts, dans le foyer du lieutenant Theodore Bridgman et de son épouse Lucretia (née Warner) qui possédait une ferme à Pond Hill, transmise dans la famille depuis son arrière-grand-père, Ebenezer. Elijah, qui était leur deuxième fils, s'est converti au christianisme alors qu'il n'avait que onze ans lors d'un réveil dans le comté de Hampshire. Il poursuit ses études et obtient le diplôme d'Amherst College (1826) et du Andover Theological Seminary (1829). 

## Carrière missionnaire en Chine
En réponse à la demande pressante de Robert Morrison de la London Missionary Society et du négociant américain David Olyphant (en), qui lui offre le voyage, Elijah Bridgman est consacré comme pasteur et engagé comme missionnaire en Chine par l'American Board of Commissioners for Foreign Missions le 6 octobre 1829. Il est le tout premier à l'être. La même année, il embarque pour la Chine avec David Abeel à bord du navire Roman (romain), appartenant à Olyphant & Co. Ils arrivent à Canton le 19 février 1830 où ils sont accueillis par Robert Morrison. Bridgman et Abeel étudient alors le chinois et Elijah Bridgman commence les études littéraires et linguistiques auxquels il consacrera une grande partie de sa vie. En 1832, Bridgman ouvre une imprimerie missionnaire et commence à publier le périodique "The Chinese Repository", qu'il dirige jusqu'en 1847. 
Elijah Bridgman prêche dans une église au milieu des usines de Whampoa (Huangpu), près de Canton. Son « caractère simple, pieux et judicieux » impressionne William John, 9e Lord Napier de Merchiston, le premier surintendant principal du commerce britannique à Canton, et ce dernier l'invite à Macao en septembre 1834, alors qu'il sait qu'il va mourir de la typhoïde, afin qu'il puise l'accompagner tous les soirs jusqu'à la fin de sa vie. 
La même année, Bridgman devient le premier secrétaire adjoint de la Society for the Diffusion of Useful Knowledge (en) (littéralement la "Société pour la diffusion des connaissances utiles", une association d'éducation populaire) ; il est l'un des fondateurs de la Morrison Education Society et son président pendant de nombreuses années, et est actif dans l'organisation de la Medical Missionary Society of China (1838). De 1839 à 1841, il travaille à Macao, préparant une chrestomathie chinoise pour aider à l'apprentissage de cette langue. Au cours des négociations du traité pour sécuriser l'accès américain à la Chine, Bridgman a aidé comme traducteur et conseiller de 1842 à 1844. 
En 1840, Bridgman se joint à trois autres missionnaires, Walter Henry Medhurst, Karl Gützlaff et John Robert Morrison qui pour traduire la Bible en chinois. La traduction de la partie hébraïque a été faite principalement par Gutzlaff de la Société des Missions néerlandaise, à l'exception du Pentateuque et du livre de Josué qui sont traduits collectivement par le groupe. Cette traduction, achevée en 1847, est très célèbre en raison de son adoption par le leader paysan révolutionnaire Hong Xiuquan du mouvement Taipingtianguo (Révolte des Taiping) parmi les premières doctrines de son organisation. 
En 1840, Bridgman se joint à trois autres missionnaires, Walter Henry Medhurst, Karl Gützlaff et John Robert Morrison qui pour traduire la Bible en chinois. La traduction de la partie hébraïque a été faite principalement par Gutzlaff de la Société des Missions néerlandaise, à l'exception du Pentateuque et du livre de Josué qui sont traduits collectivement par le groupe. Cette traduction, achevée en 1847, est très célèbre en raison de son adoption par le leader paysan révolutionnaire Hong Xiuquan du mouvement Taipingtianguo (Révolte des Taiping) parmi les premières doctrines de son organisation. 
De 1845 à 1852, il continue à travailler comme traducteur. Le 28 juin 1845, il épouse Eliza Jane Gillett, une missionnaire épiscopale américaine. Ils travaillent ensemble à Guangzhou et adoptent deux petites filles chinoises.Plus tard, en 1850, Eliza fonde et dirige pendant 15 ans la première école de filles de Shanghai. Elijah Coleman Bridgeman décède le 2 novembre 1861 à Shanghai après 32 ans de travail missionnaire. Après la mort de son mari, Eliza déménage à Pékin, reçoit des biens substantiels et ouvre la Bridgman Academy, réputée pour avoir éduqué un grand nombre de femmes leaders chinoises. 
En 1847, peu de temps après le baptême de son premier converti chinois, Bridgman déménage à Shanghai, où il se consacre principalement à son travail de traduction de la Bible, qui paraitra peu après sa mort. Sa traduction de la Bible hébraïque est caractérisée par l'exactitude de la traduction et sa fidélité aux textes hébreux originaux. 
Plus tard, il a été le premier président de la Shanghai Literary and Scientific Society (plus tard la branche nord de la Chine de la Royal Asiatic Society, créée en 1857, et a dirigé son journal jusqu'à sa mort en 1861. [réf. nécessaire]
Elijah Bridgman et sa femme sont tous deux inhumés à Shanghai.

## Œuvres
- (en) Elijah Coleman Bridgman et Samuel Wells Williams, The Chinese repository, vol. 11, 1842 (lire en ligne)
- Elijah Coleman Bridgman, A Chinese chrestomathy in the Canton dialect, 1841, 693 p. (lire en ligne)
- Elijah Coleman Bridgman, éd. Eliza Jane Gillett Bridgman (1864). Le pionnier des missions américaines en Chine : la vie et les travaux d'Elijah Coleman Bridgman.